# Die nackte Wahrheit (1957)
Die nackte Wahrheit (Original: The Naked Truth) ist eine britische Kriminalkomödie von Regisseur Mario Zampi aus dem Jahr 1957.

## Inhalt
Nigel Dennis hat es geschafft. Der Skandal-Journalist hat einen Weg gefunden, wie man zu Geld kommt. Er erpresst Reiche und Prominente mit Dingen die, wenn er sie in seinem Journal Die Nackte Wahrheit veröffentlichen würde, Skandale verursachen würden. Ob nun das Modell, der Fernsehstar, der Lord mit seinen Affären oder die Bestsellerautorin, die ihre Werke abgekupfert hat – alle sollen zahlen. Doch keiner von ihnen will zahlen und so versuchen sie alle ihren Erpresser umzubringen, stellen sich dabei aber äußerst ungeschickt an. Als Dennis verhaftet wird und die Gefahr besteht, dass er nun auspacken würde, tun sich die Erpressungsopfer zusammen und befreien ihn aus dem Gefängnis, um ihn mit dieser „Gefälligkeit“ mundtot zu machen.

## Kritiken
„Absurde Kriminalfarce mit trockenem britischem Witz und ausgefallener Situationskomik.“

„Kriminallustspiel, im Stil den »Ladykillers« verwandt, aber mit eigenständigen Pointen. Vorzüglich gespielt, gefilmt und in Szene gesetzt.“